# رود اوود
رود اوود (انگلیسی: Uvod) یک رودخانه در استان ولادیمیر کشور روسیه است..